# CO2 equivalente

Confronto del quantitativo di CO_{2} equivalente prodotta dai processi di produzione di energia da gas naturale (in alto) e da carbone (in basso).

La CO2 equivalente (CO2e o CO2eq) è una misura che esprime l'impatto sul riscaldamento globale di una certa quantità di gas serra rispetto alla stessa quantità di anidride carbonica (CO2). In particolare, si può parlare di "grammi di CO₂ equivalenti", "chilogrammi di CO₂ equivalenti", "tonnellate di CO₂ equivalenti" e così via, riferendosi rispettivamente a un grammo, un chilogrammo oppure a una tonnellata di sostanza.
Viene utilizzata per potere confrontare e sommare insieme i contributi di diversi gas serra, in particolare per stimare l'impronta carbonica associata ad un'attività umana.

## Calcolo
Tale quantità può essere ottenuta moltiplicando la massa del gas serra preso in esame per il Potenziale di riscaldamento globale (GWP) dello stesso gas, riferendosi ad un arco temporale (tipicamente assunto pari a 100 anni) per il quale vale il confronto tra gli effetti del gas serra e dell'anidride carbonica.
Ad esempio, il GWP del metano in 100 anni è pari a 24, mentre quello del monossido di diazoto è pari a 298. Ciò vuol dire che una emissione di 1 tonnellata di metano e di ossido nitroso sono equivalenti ai fini del riscaldamento globale rispettivamente a una emissione di 24 e 298 tonnellate di anidride carbonica.